# NGC 879
NGC 879 è una galassia a spirale (o irregolare) situata nella costellazione della Balena, a una distanza di circa 179 milioni di anni luce dalla nostra Via Lattea.

## Scoperta
La galassia è stata scoperta nel 1886 dall'astronomo statunitense Francis Leavenworth.

## Descrizione
Nella letteratura scientifica, NGC 879 viene classificata come galassia irregolare da alcune fonti; le recenti immagini ottenute dalle indagini SDSS mostrano tuttavia la presenza di due bracci di spirale.